# Rani Chandra
Za boga, pogledajte Chandra.
Rani Chandra [Rani Ćandra] (chandra = »mjesec«) bila je indijska glumica. Poznata kao model, Rani (1949. – 1976.) je bila Miss Kerale.
Ranini roditelji bili su Chandran i Kanthimathi.

## Karijera
God. 1972., Rani je postala Miss Kerale.
Smatrana vrlo lijepom ženom, ova je glumica bila model i plesačica, a najpoznatija je po ulozi u popularnom filmu zvanom Bhadrakali (po božici zaštitnici).
- Bhadrakali (1976.)
- Swami Ayyappan (1975.)
- Then Sindhudhe Vaanam (1975.)
- Radha (1973.)
- Porchilai (1969.)